# AS Bopp Basket Club (féminin)
L'AS Bopp Basket Club est un club sénégalais de basket-ball féminin basé à Dakar.

## Historique
AS Bopp Basket Club Est la première équipe a remporter la coupe africaine de basket, en 1985, L'effectif des joueuses championnes d'Afrique en 1985 est composé de Mama Diawara, Aida Ndong, Fall Tall, Rokhaya Pouye, Ndèye Biram Sèye, Sadani Thiam, Mame Penda Diouf, Aminata Gassama, Marieme Ba, Dieynaba Pouye et Khady Sall.

## Palmarès
International
- Coupe d'Afrique des clubs champions
  - Champion : 1985
  - Finaliste : 1995

National
- Champion du Sénégal
  - Champion : 1975, 1976, 1977, 1978, 1979, 1980, 1981, 1984, 1985, 1986

## Joueuses célèbres ou marquantes
- Marieme Ba
- Mame Penda Diouf
- Rokhaya Pouye (Aya)
- Dieynaba Pouye
- Coumba Dickel Diawara
- Mama Diawara
- Aïda Ndong
- Aminata Diagne